# 가와무라 유
가와무라 유(일본어: 河村 優, 1980년 12월 1일 ~ )는 일본의 전 축구 선수이다.

## 구단 경력
과거 콘사돌레 삿포로, 미토 홀리호크, 아비스파 후쿠오카에서 활동하였다.